# Dryodromia
Dryodromia is een geslacht van insecten uit de familie van de dansvliegen (Empididae), die tot de orde tweevleugeligen (Diptera) behoort.

## Soort
- D. testacea Rondani, 1856